# 客雅溪
客雅溪是臺灣北部的河流，屬於中央管區域排水，原名隙仔溪，主流長約24公里，流域涵蓋新竹縣寶山鄉與新竹市。客雅溪發源於竹東丘陵，流經山湖、寶山、大崎、雙溪四個村，經過青草湖，進入新竹平原，最後注入臺灣海峽，流域面積約4560公頃。

## 客雅溪水系主要河川
- 客雅溪：新竹市、新竹縣寶山鄉
  - 油車溝溪：新竹市